# Цеперов (Львовская область)
Цеперов (укр. Цеперів) — село в Новоярычевской поселковой общине Львовского района Львовской области Украины.
Население по переписи 2001 года составляло 256 человек. Занимает площадь 0,609 км². Почтовый индекс — 80465. Телефонный код — 3254.